# Johan Emil Järvisalo

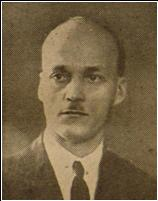
J. E. Järvisalo.

Johan Emil Järvisalo, född 1888 eller 1889 i Tavastland, död 14 maj 1929 i Jalta, var en finländsk-sovjetisk politiker. Han var sedan 1922 partisekreterare för Karelska sovjetrepubliken.
Järvisalo hade i Finland genomgått handelshögskola och gått med i Finlands socialdemokratiska parti 1917. Under finska inbördeskriget var han försörjningschef vid Röda gardet och flydde vid de vitas seger till Ryssland. Järvisalo stred i ryska inbördeskriget under Aleksanteri Vastens befäl i Karelen tills han greps av Koltjaks trupper. Han var internerad i Irkutsk fram till att staden intogs av mensjevikerna 1920. Därmed lämnade han det militära och begav sig till Petrograd för att alliera sig med de finländska exilkommunisterna.
När Karelska socialistiska rådsrepubliken bildades 1922 med Edvard Gylling som dess ordförande, utnämndes Järvisalo till regional partisekreterare. Sedan 1927 var han även medlem av Leningrads partikommitté. Att finländaren Järvisalo valdes till partisekreterare för Karelen var kontroversiellt, eftersom det vid tiden knappt fanns en enda finländare i republiken som var medlem av sovjetiska kommunistpartiet.
Mandatperioden som partisekreterare präglades av den finska språkpolitiken i Sovjetkarelen. Järvisalo var delaktig i värvandet av närmare 6 000 amerikafinska arbetare till Sovjetkarelen på 1930-talet. Insjuknad i tuberkulos begav sig Järvalo på hälsoresa till Jalta, där han avled. Han efterträddes som regional partisekreterare av Kustaa Rovio.